# Kininase
La kininase fait partie des enzymes de conversion. On en distingue deux types, la kininase I et la kininase II.
La kininase I rend la kallidine inactive en la dégradant sur l'acide aminé 9. La bradykinine n'ayant que 9 acides aminés est toujours active même après l'action de la kininase I.
La kininase II agit entre les 5e et 6e acides aminés de la kallidine et entre les 7e et 8e acides aminés de la bradykinine pour inactiver les protéines concernées.